# Авианосцы типа «Китти-Хок»
Авианосцы типа Китти Хок — серия американских авианосцев. Тип получил название по головному кораблю «Китти-Хок», всего в 1960-х годах было построено 4 корабля. Являются развитием типа «Форрестол».
Основные отличия от типа «Форрестол» заключаются в большей длине корабля и в ином расположении лифтов.
Строили авианосцы три различные компании: «Китти Хок» построен на верфях компании New York Shipbuilding, «Констеллейшн» на верфях Brooklyn Navy Yard, «Америка» и «Джон Кеннеди» построены компанией Northrop Grumman Shipbuilding.
После окончания холодной войны и сокращения расходов на вооружения три авианосца этого типа были выведены из состава флота. «Джон Кеннеди» и «Констеллейшн» были списаны даже несмотря на недавно проведённую модернизацию, на которую было потрачено 491 и 800 миллионов долларов соответственно.

## Список авианосцев типа «Kitty Hawk»
| Авианосец                   | Постройщик                        | Введён в состав флота. | Выведен из состава флота. | Статус. |
| --------------------------- | --------------------------------- | ---------------------- | ------------------------- | --- |
| USS Kitty Hawk (CV-63)      | New York Shipbuilding Corporation | 29 апреля 1961         | 31 января 2009            | 25 октября 2017 г. ВМС США объявили о готовности утилизации авианосца, после вывода из Регистра Военных судов 20.10.17г. 31 мая 2022 года « Китти Хок » прибыл в Браунсвилл, штат Техас, на слом |
| USS Constellation (CV-64)   | Brooklyn Navy Yard                | 27 октября 1961        | 7 августа 2003            | Выведен из состава флота. Разобран на металлолом в городе Браунсвилл в 2016 году. |
| USS America (CV-66)         | Northrop Grumman Corporation      | 23 января 1965         | 9 августа 1996            | Выведен из состава флота, использован как мишень, затоплен в 2005г. |
| USS John F. Kennedy (CV-67) | Northrop Grumman Corporation      | 7 сентября 1968        | 1 августа 2007            | Выведен из состава флота. 25.05.16 находится на базе резерва ВМФ США в Филадельфии. Выведен из Регистра Военных судов 20.10.17г. В феврале 2025 прибыл в Браунсвилл, штат Техас, на слом.        |

## Состав авиакрыла
| Эскадрилья/ звено             | Название                      | Тип самолёта                  | Название                      | Кол-во                        | Примечание                    |
| 1981: CV-67 «Джон Ф. Кеннеди» | 1981: CV-67 «Джон Ф. Кеннеди» | 1981: CV-67 «Джон Ф. Кеннеди» | 1981: CV-67 «Джон Ф. Кеннеди» | 1981: CV-67 «Джон Ф. Кеннеди» | 1981: CV-67 «Джон Ф. Кеннеди» |
| Авиагруппа                    | Авиагруппа                    | Авиагруппа                    | Авиагруппа                    | Авиагруппа                    | Авиагруппа                    |
| ----------------------------- | ----------------------------- | ----------------------------- | ----------------------------- | ----------------------------- | ----------------------------- |
| VF-14 VF-32                   |                               | F-14A                         | Grumman Tomcat                | 24                            |                               |
| VA-34                         |                               | A-6E                          | Grumman Intruder              | 12                            |                               |
| VA-46 VA-72                   |                               | A-7E                          | LTV Corsair II                | 24                            |                               |
| VS-32                         |                               | S-3A                          | Lockheed Viking               | 10                            |                               |
| ½ VAW-126                     |                               | E-2C                          | Grumman Hawkeye               | 4                             |                               |
| ½ VAQ-138                     |                               | EA-6B                         | Grumman Prowler               | 4                             |                               |
| VA-34                         |                               | KA-6D                         | Grumman Intruder              | 4                             | Заправщик                     |
| HS-11                         |                               | SH-3H                         | Sikorsky Sea King             | 6                             |                               |
|                               |                               |                               | Всего:                        | 88                            |                               |